# Lijst van bekende Nederlandse straatfotografen
In deze lijst van bekende Nederlandse straatfotografen worden Nederlandse straatfotografen opgenomen die reeds hebben tentoongesteld en/of waarvan minstens één fotoboek met hun werk is uitgegeven en/of waarvan hun portfolio in een tijdschrift voor fotografie is besproken.
- Hans Aarsman (1951);
- Ed van der Elsken (1925 - 1990);
- Jan Goedeljee (1824 - 1905);
- Guy van Grinsven (1949-2021);
- Cor Jaring (1936-2023);
- Pim Kops (1957);
- Peter Martens (1937 - 1992);
- Ties Mellema (1976);
- Ahmet Polat (1978);
- Bob Schalkwijk (1933);
- Thomas Schlijper (1975);
- Dolf Toussaint (1924-2017).